# 中华人民共和国证券法
中華人民共和國證券法在亞洲金融風暴與香港回歸後的勢態變化於1998年12月29日第九届全国人民代表大会常务委员会第六次会议通过，1999年頒佈，对有价证券的发行、交易、清理等各方面活动进行规范。
- 2004年8月28日第10届全国人民代表大会常务委员会第11次会议，第1次修正
- 2005年10月27日第10届全国人民代表大会常务委员会第18次会议，第1次修訂
- 2013年6月29日第12届全国人民代表大会常务委员会第3次会议，第2次修正
- 2014年8月31日第12届全国人民代表大会常务委员会，第3次修正
- 2019年12月28日第13届全国人民代表大会常务委员会第15次会议，第2次修訂

## 管轄
法中证券定義為：
- 通過法定審核上市之股票
- 通過法定審核上市之公司债
- 国务院依法认定的其他证券
  - 通過法定審核上市共同基金份额
  - 通過法定審核上市非公司企业债券
  - 国家政府公债

本法未规定的新生票據，若《中华人民共和国公司法》和其他法律、行政法规有规定，適用其他法規定。
向不特定對象發行或累计超过200人特定对象发行证券，即視為公開發行定義，必須經過法定審核上市為合法股票，否則為非法募資。

## 基本原則[3]
- 银行业、信托业、保险业、证券公司实行分业经营、分业管理，不得混和開辦
- 国家对证券发行、交易活动实行集中统一监督管理
- 交易活动的当事人具有平等的法律地位，应当遵守自愿、有偿、诚实信用的原则
- 国务院证券监督管理机构根据需要可以设立派出机构，按照授权履行监督管理职责
- 审计机关可对证券交易所、证券公司、证券登记结算机构、证券监督管理机构审计
- 设立证券业协会，加強行業自律性管理

## 重要內容
- 首次公开發行股票條件
- 後續增发股票條件
- 公司信息公开的強制規定
- 可转换债券發行方法
- 可转换债券的期限、面值和利率
- 设立证券投资基金的条件
- 上市公司收购規定
- 证券中介机构成立規定